# مروح المكير (خولان)

تعديل مصدري - تعديل

مروح المكير هي إحدى قرى عزلة المكير اللغباء بمديرية خولان التابعة لمحافظة صنعاء، بلغ تعداد سكانها 77 نسمة حسب تعداد اليمن لعام 2004.